# Darts of Pleasure
Darts of Pleasure è un EP del 2003 del gruppo Franz Ferdinand. Uscito l'8 settembre in Gran Bretagna e il 18 novembre negli Stati Uniti editi dalla Domino Records.
EP di esordio della band scozzese, che viene seguito da un tour in supporto agli Hot Hot Heat ed agli Interpol. I Franz Ferdinand vennero definiti "la risposta scozzese agli Interpol", ma questo EP lascia intravedere una netta separazione dai colleghi statunitensi, per la più ampia varietà di stili citati al suo interno. Alcuni riff e anche la voce di Alex Kapranos a tratti sembrano attingere a piene mani dagli Interpol, ma la loro ispirazione va cercata soprattutto in gruppi come i The Fall. Darts of Pleasure spazia comunque dal garage rock al glam rock, con inserti art rock. Tutte caratteristiche che ritroveremo nel loro primo vero album, intitolato semplicemente Franz Ferdinand. Darts of Pleasure vincerà anche un Phillip Hall Radar Award ai New Musical Express Award del 2004.

## Tracce

### Edizione inglese
- Versione 7"

1. Darts Of Pleasure - 3:01
2. Van Tango - 3:25

- Versione CD singolo, 12"

1. Darts Of Pleasure - 3:01
2. Van Tango - 3:25
3. Shopping For Blood - 3:36

### Edizione americana
- Versione CD (EP)

1. Darts of Pleasure - 3:01
2. Van Tango - 3:25
3. Shopping for Blood - 3:36
4. Tell Her Tonight (home demo) - 2:20
5. Darts of Pleasure (home demo) - 3:25

## Formazione
- Alex Kapranos - voce, chitarra
- Nick McCarthy - voce, chitarra, tastiera
- Robert Hardy - voce, basso
- Paul Thomson - batteria